# Nematolepis elliptica
Nematolepis elliptica är en vinruteväxtart som först beskrevs av Paul G. Wilson, och fick sitt nu gällande namn av Paul G. Wilson. Nematolepis elliptica ingår i släktet Nematolepis och familjen vinruteväxter. Inga underarter finns listade i Catalogue of Life.